# Hårdtenn

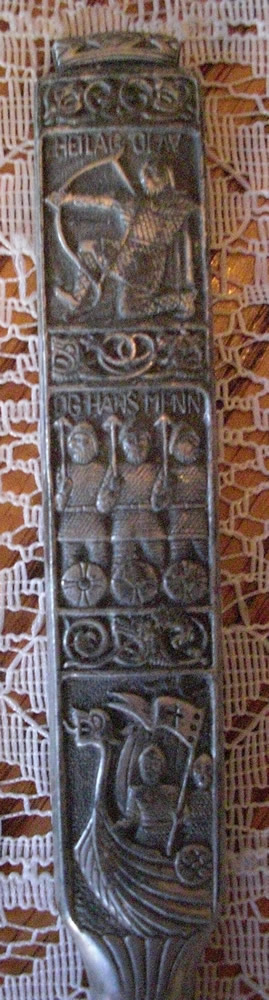
Detalj på ett tenngaffelskaft från Norge, som visar tre scener: Kung Olav II Haraldsson (S:t Olof), hans män och ett vikingaskepp.

Hårdtenn är en formbar legering som brukar innehålla mellan 85 och 99 procent tenn. Resten av innehållet utgörs av koppar (2 procent), antimon (ca 5 – 10 procent), vismut och silver som gör tennet hårdare. Koppar och antimon (och i antiken bly) fungerar som härdare, men bly kan användas i lägre kvaliteter av hårdtenn, vilket ger en blåaktig nyans. Hårdtenn har en låg smältpunkt, cirka 170–230° C, beroende på den exakta blandningen av metaller. Det engelska ordet för hårdtenn, "pewter", är förmodligen en variant av ordet spelter, en term för zinklegeringar (ursprungligen ett vardagligt namn för zink).

## Historik
Hårdtenn användes först runt början av bronsåldern i Främre Orienten. Den tidigaste kända tennbiten hittades i en egyptisk grav, från 1450 f.Kr., men det är osannolikt att detta var den första användningen av materialet. Hårdtenn användes för dekorativa metallföremål och porslin i antiken av egyptierna och senare romarna och kom i stor användning i Europa från medeltiden fram till de olika utvecklingarna inom keramik och glastillverkning under 1700- och 1800-talen. Hårdtenn var det viktigaste materialet för att producera tallrikar, koppar och skålar fram till tillverkningen av porslin. Massproduktion av keramik, porslin och glasprodukter har nästan universellt ersatt tenn i det dagliga livet, även om tennartefakter fortsätter att produceras, främst som dekorativa eller specialartiklar. Hårdtenn användes också runt om i Östasien. Även om vissa föremål fortfarande finns är forntida romerskt tenn sällsynt.
Lidless muggar och dryckeskannor kan vara de mest kända tennartefakterna från slutet av 1600- och 1700-talen, även om metallen också användes för många andra föremål såsom porringers (grunda skålar), tallrikar, handfat, skedar, mått, flagoner, nattvardskoppar, tekannor, sockerskålar, ölstånkor och gräddkannor. I början av 1800-talet orsakade förändringar i modet en minskning av användningen av tennbestick. Samtidigt ökade produktionen av både gjutna och svarvade tennservicer, valoljelampor, ljusstakar och så vidare. Senare under seklet användes tennlegeringar ofta som basmetall för silverpläterade föremål.
I slutet av 1800-talet kom hårdtenn åter på modet med återupplivningen av medeltida föremål för dekoration. Nya kopior av medeltida tennföremål skapades och samlades in för dekoration. Idag används hårdtenn i dekorativa föremål, främst samlarstatyetter och figurer, spelfigurer, flygplan och andra modeller, (replika) mynt, hängen, pläterade smycken och så vidare. Vissa atletiska tävlingar, som USA:s konståkningsmästerskap, delar ut tennmedaljer till fjärdeplatser.

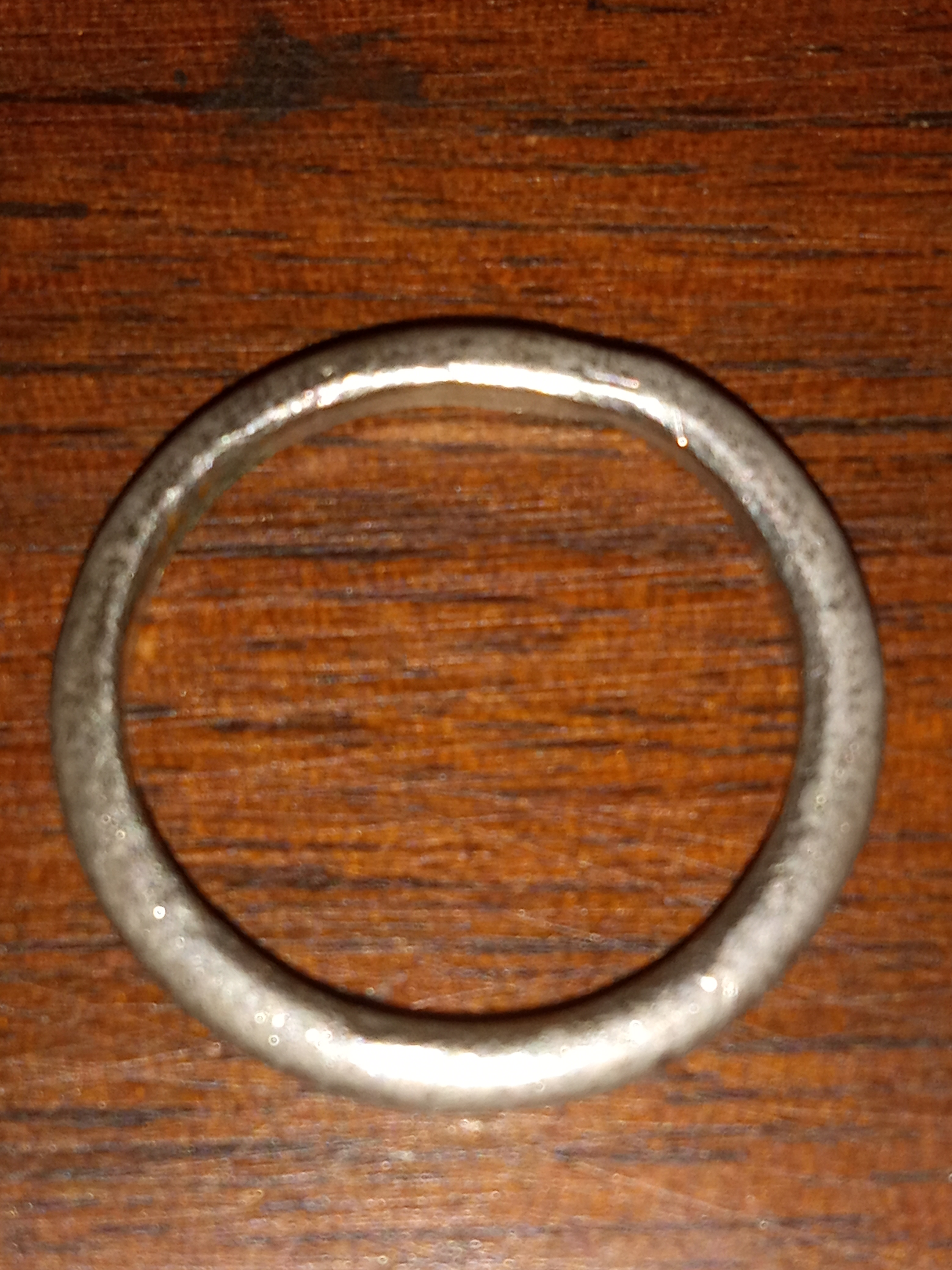
Tennring.
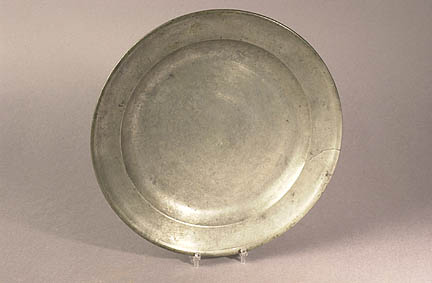
Tennfat.
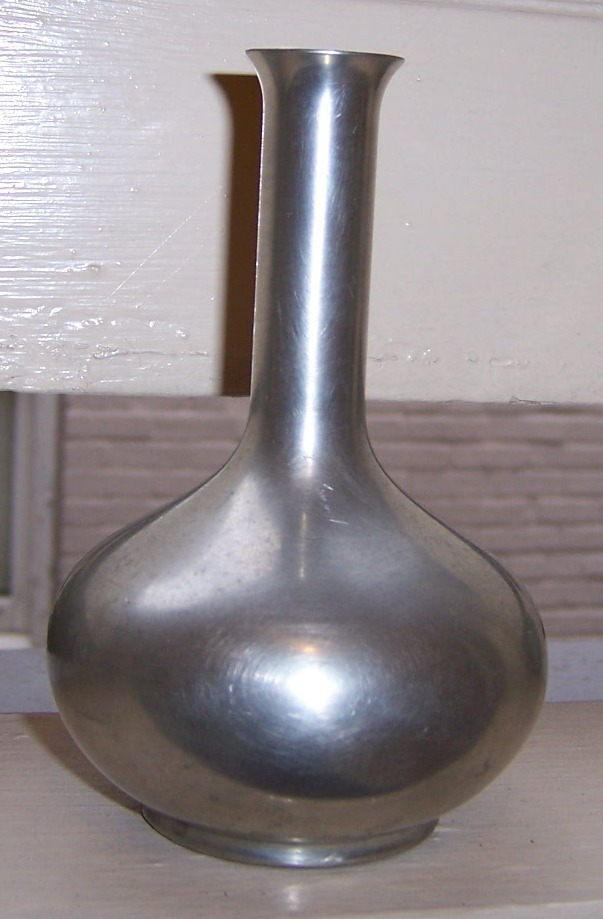
Tennvas.
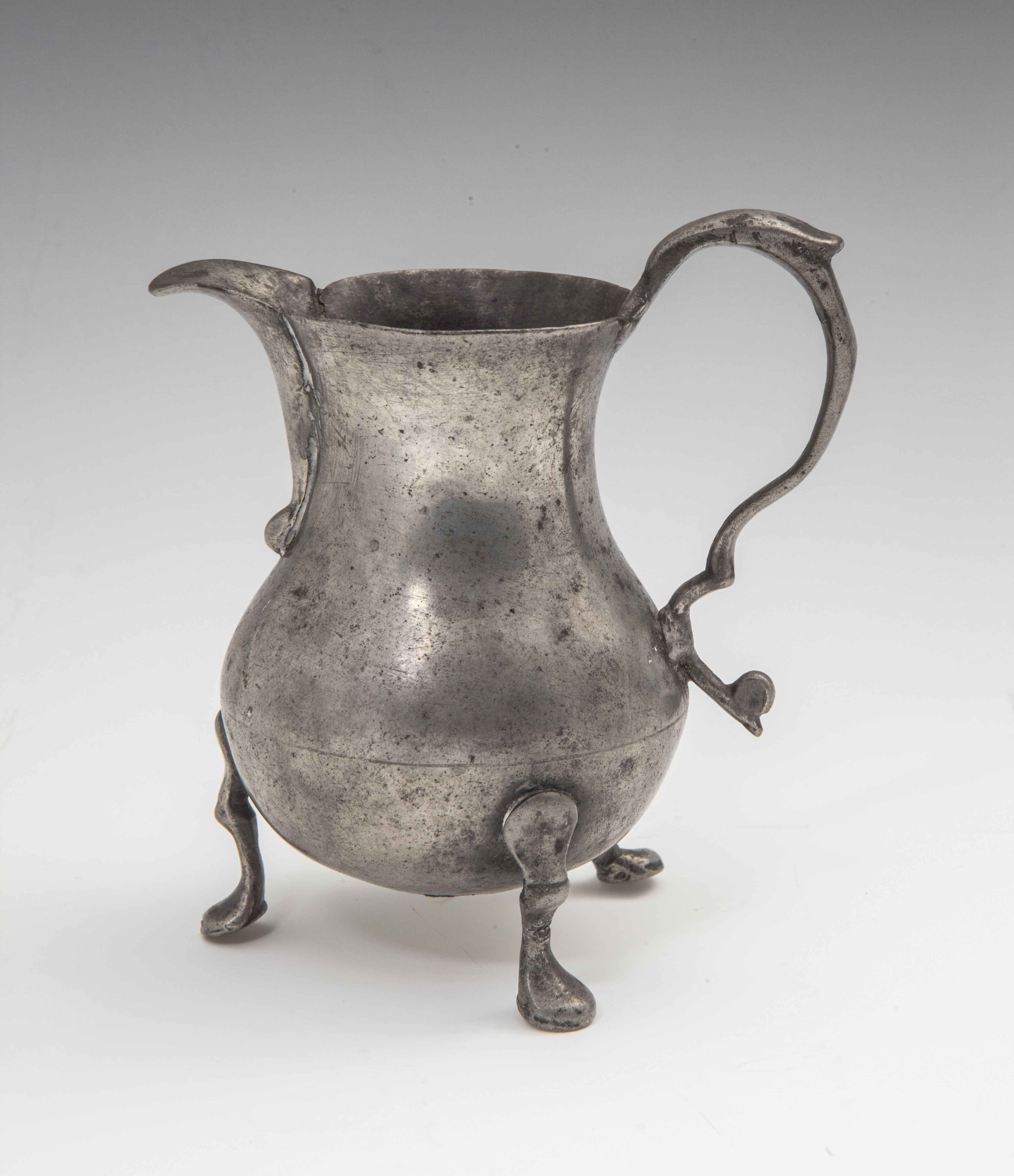
Tennkrämkanna ca 1780.

## Typer
Under antiken var tenn legerat med bly och ibland koppar. Äldre tenn med högre blyhalt är tyngre, snabbare fläckiga och har oxidation med en mörkare, silvergrå färg.  Tennlegeringar som innehåller bly används inte längre i föremål som kommer i kontakt med människokroppen (till exempel koppar, tallrikar eller smycken) på grund av blyets toxicitet. 
En typisk europeisk gjutlegering innehåller 94 procent tenn, 1 procent koppar och 5 procent antimon. En europeisk tennplåt skulle innehålla 92 procent tenn, 2 procent koppar och 6 procent antimon. Asiatiskt tenn, som produceras mestadels i Malaysia, Singapore och Thailand, innehåller en högre andel tenn, vanligtvis 97,5 procent tenn, 1 procent koppar och 1,5 procent antimon, vilket gör legeringen något mjukare.
Så kallad mexikanskt tenn är någon av olika legeringar av aluminium som används för dekorativa föremål.

## Egenskaper
Eftersom tenn är mjukt vid rumstemperatur ringer inte en tennklocka tydligt. Att kyla den i flytande kväve härdar den och gör att den kan ringa, samtidigt som den blir mer spröd.
Eftersom tenn är ett mjukare material kan det manipuleras på olika sätt som att gjutas, hamras, svarvas och graveras.